# Acquedotto romano di Sant'Egidio
L'acquedotto romano di Sant'Egidio è un impianto classico di acquedotto romano che si trova a Sant'Egidio del Monte Albino, in provincia di Salerno. 

## Descrizione
Alimentato da diverse sorgenti, fornisce d'acqua la Fontana Helvius. Non è difficile supporre l'epoca di edificazione, se la sua funzione originaria era quella di portare l'acqua a valle per alimentare la villa Helvius e la sua fontana. Scavato interamente nella roccia e nella montagna ed interrato ad una profondità che arriva fino ai 25 metri, alterna un percorso in cui allo stupore per la tecnica di edificazione (opus incertum con lastroni di tegole a fare da volta) si unisce la meraviglia per il paesaggio naturalistico, laddove il bianco del deposito calcareo dell'acqua spicca nell'oscurità.